# 뉴욕줄기세포재단
뉴욕줄기세포재단(New York Stem Cell Foundation, NYSCF)은 2005년 봄에 인류의 중대 질병을 줄기 세포로 치료하려는 목적으로 뉴욕 맨하탄에 설립되었다.

## 역사
공동 설립자인 수잔 L. 솔로몬은 1951년생의 의료분야 여성 변호사이다.
2014년 4월 28일 미국 뉴욕줄기세포재단 연구소 디터 에글리(Egli) 박사와 컬럼비아 대학교 병원의 마크 자우어(Sauer) 박사 공동 연구진은 "당뇨병에 걸린 32세 여성의 피부세포를 핵이 제거된 난자와 융합해 복제 배아줄기세포를 얻는 데 성공했다"고 발표했다. 연구진은 환자 피부로 복제 배아줄기세포를 만든 다음, 이를 인슐린을 분비하는 췌장 베타세포로 자라게 하는 데도 성공했다. 이 세포는 인슐린을 분비하는 기능이 작동했다고 연구진은 밝혔다.